# Martin Bartenstein

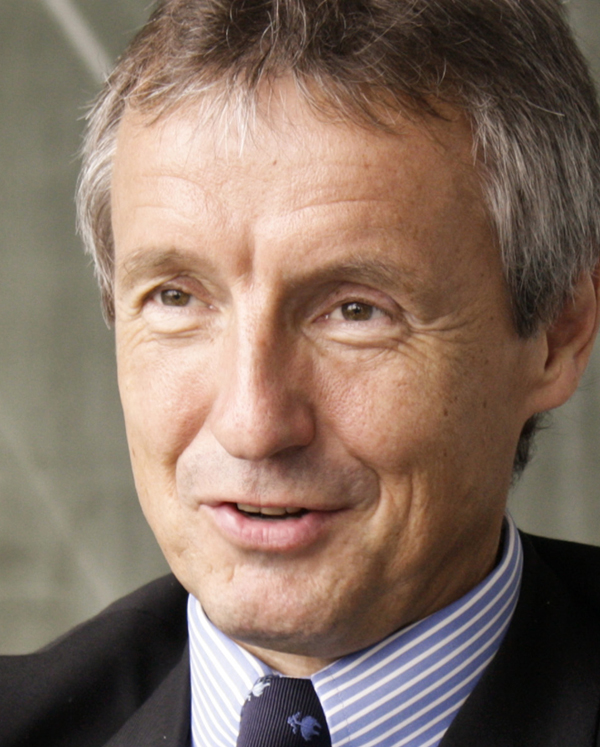
Martin Bartenstein (2009)

Martin Bartenstein (* 3. Juni 1953 in Graz) ist ein österreichischer Unternehmer und Politiker (ÖVP). Er gehörte ab 1994 als Staatssekretär und ab 1995 als Bundesminister mehreren Bundesregierungen an. Anfangs Minister für Umwelt, dann auch Jugend und Familie, war er von Februar 2000 bis Dezember 2008 als Bundesminister für Wirtschaft und Arbeit tätig. Bartenstein war von 1991 bis 1994 und von 2008 bis 2013 Abgeordneter zum Nationalrat.
In der Legislaturperiode bis 2013 war er Mitglied in folgenden Ausschüssen:
Untersuchungsausschuss: Abhör- und Beeinflussungsmaßnahmen im Bereich des Parlaments, Hauptausschuss, Finanzausschuss, Außenpolitischer Ausschuss, Verkehrsausschuss.

## Leben
Martin Bartenstein studierte nach seiner Matura am Akademischen Gymnasium in Graz von 1971 bis 1978 Chemie an der Karl-Franzens-Universität Graz. 1978 wurde er zum Dr. phil. promoviert. 1974 absolvierte er ein Semester an der Miami University in Oxford, Ohio (USA). 1978 trat er in das Familienunternehmen Lannacher Heilmittel GmbH ein, dessen Alleingeschäftsführung er 1980 übernahm. Diese Funktion übte er bis 1995 aus. 1986 gründete er zusammen mit seinem Studienkollegen Wolfgang Leitner das Pharmaunternehmen Genericon. Martin Bartenstein ist heute in der Geschäftsführung der Bahopharm GmbH aktiv, die mehrheitlich Anteile an Genericon und der G.L. Pharma GmbH hält. G.L. Pharma ist ein Nachfolgeunternehmen der Lannacher Heilmittel GmbH, die 1997 den Wiener Pharmahersteller Gerot Pharmazeutika übernahm und 2009 mit diesem fusionierte. Kritiker sehen durch dieses persönliche Naheverhältnis zur Pharma- und Generikaindustrie Interessensunvereinbarkeiten mit seinen politischen Ämtern begründet.
Von 1988 bis 1992 war Martin Bartenstein Bundesvorsitzender der Jungen Industrie Österreichs. Seit 1992 ist Bartenstein Landesparteiobmann-Stellvertreter der ÖVP Steiermark.
Bartenstein wurde 1991 Abgeordneter zum Nationalrat und Industriesprecher der ÖVP, von 1994 bis 1995 war er als Staatssekretär im Bundesministerium für Öffentliche Wirtschaft und Verkehr tätig. 1995 wurde er Bundesminister für Umwelt. In dieser Funktion übernahm er bei der Wiener Tagung 1995 die Konferenzpräsidentschaft zum Montreal-Protokoll. Ab 1996 war er Bundesminister für Umwelt, Jugend und Familie, wobei ein Schwerpunkt seiner Tätigkeit der Kampf gegen sogenannte Sekten, neu- und pseudoreligiöse Gruppen war. 1998 war er Ratsvorsitzender der EU-Vertreter bei der Klimaschutzkonferenz in Buenos Aires.
Im Jahr 2000 übernahm er das Wirtschaftsministerium, das nun zum Bundesministerium für Wirtschaft und Arbeit umgeformt wurde. Diese Zusammenlegung der beiden bislang getrennten Ressorts zu einem Ministerium führte zu heftiger Kritik, da eine Verschleierung des Interessengegensatzes von Arbeitgeber- und Arbeitnehmerseite zu Gunsten der Unternehmer befürchtet wurde.
Nach der Nationalratswahl in Österreich 2008 gehörte Bartenstein der Bundesregierung Faymann I nicht mehr an, erhielt aber einen Sitz im Nationalrat. Bei der Nationalratswahl 2013 verzichtete Bartenstein auf eine Kandidatur.
Bartenstein ist seit 1983 mit Ilse Bartenstein verheiratet, hat fünf Kinder und ist Mitglied der Evangelischen Kirche A.B.

## Weitere öffentliche Ämter
Bartenstein ist ständiges Mitglied des OECD Roundtable for Sustainable Development. Er war in verschiedenen Funktionen in der Kammer der gewerblichen Wirtschaft Steiermark und in der Bundeswirtschaftskammer tätig. 1990 war er Kurator des ORF. Seit 2002 ist er Präsident des Österreichischen Basketball-Verbandes (ÖBV). Seit 1992 ist er Obmann der Steirischen Kinderkrebshilfe, seit 1993 Präsident der Kinderkrebshilfe.

## Auszeichnungen
- Großes Goldenes Ehrenzeichen am Bande für Verdienste um die Republik Österreich[5] (1998)
- Großkreuz des Verdienstordens der Italienischen Republik (2002)
- Orden der Freundschaft der Russischen Föderation (2002)[6]
- Großkreuz des Ordens des Infanten Dom Henrique (2005)
- Kärntner Landesorden in Gold (2006)
- Großkreuz des norwegischen Verdienstordens (2007)
- Japanischer Orden der aufgehenden Sonne
- Großes Goldenes Ehrenzeichen des Landes Steiermark mit dem Stern (2013)

## Trivia
- Für negative Schlagzeilen und öffentliche Häme sorgte Bartenstein im Frühjahr 2003 mit der so genannten Schuhaffäre, als er in einem Schuhgeschäft Rabatt (in den Medien als „Ministerrabatt“ bezeichnet) verlangte und dieses Ansinnen bis an die Geschäftsführung herantrug, wo ihm stattgegeben wurde.
- Bartenstein ist Besitzer des Schlosses Lannach, das während der NS-Diktatur das SS-Institut für Pflanzengenetik beherbergt hat und eine Außenstelle des Konzentrationslagers Mauthausen war. Bartenstein sagt, er habe von diesem Teil der Geschichte des Schlosses Lannach nichts gewusst. Eine von ihm selbst beauftragte Studie, unter der Leitung des Historikers Stefan Karner, entlastet Bartenstein weitgehend,[7] entgegen seiner Ankündigung vom Mai 2007 wurde jedoch noch keine Gedenktafel am Schloss angebracht.
- Bartenstein ist Mitglied des Akademischen Turnvereins Graz, einer nichtschlagenden national-freiheitlichen Studentenverbindung, die sich zum „Jahn'schen Turnen“ bekennt.
- Bartenstein nahm 2006 und 2007 an der Bilderberg-Konferenz teil.
- Martin und Ilse Bartenstein gehören zum persönlichen Freundeskreis der früheren deutschen Kanzlerin Angela Merkel. Die Freundschaft begründete sich in der Zeit der beiden Politiker als Umweltminister ihrer Länder.